# Монофагія
Монофагія (від моно — один + грец. phagéin — істи, поїдати) — крайній ступінь спеціалізації у тварин (монофагів), який полягає у вживанні тільки одного виду їжі, вид стенофагії. Протиставляється всеїдності.
Тварини-монофаги у більшості випадків або активні у пошуку їжі, якій вони віддають перевагу, або навпаки, вкрай пасивні та живляться малоцінною, легкодоступною їжею.

## Поширення

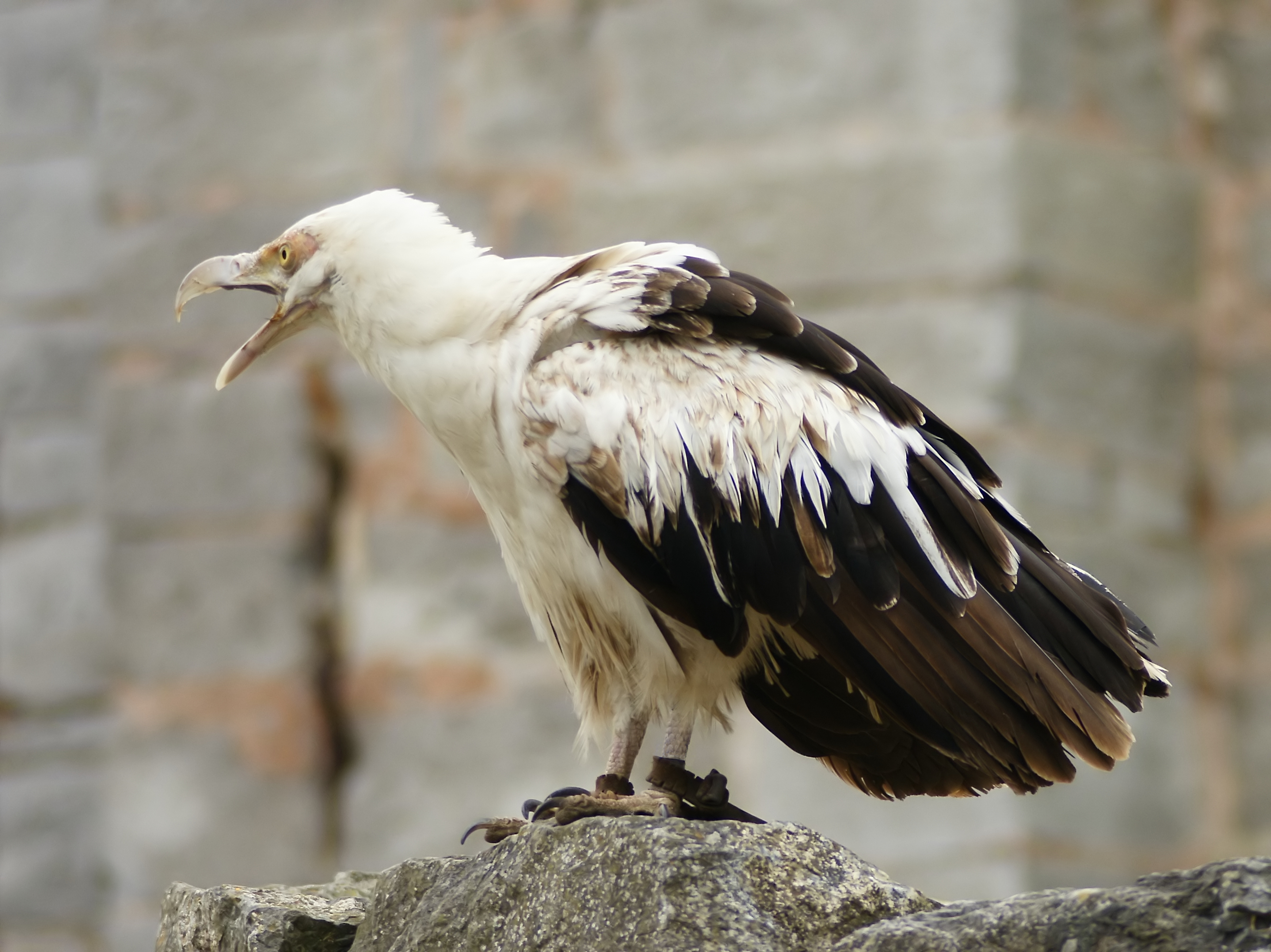
Пальмовий гриф живиться плодами тільки одного виду пальм.

Монофагія спостерігається переважно у групах з великою кількістю видів, особливо у комах, окремих видів червів, ракоподібних та молюсків. У хребетних зустрічається вкрай рідко. Більше поширена серед рослиноїдних комах (наприклад, деякі види короїдів, листоблішок та попелиць). Дрібна форма довгоносика (Calandra granaria) живиться тільки зернами пшениці, а велика — кукурудзою, гусінь метеликів роду парнассиус живиться виключно рослинами роду очиток (Sedum).
Зустрічається також серед паразитів тварин (наприклад, нематода Cystoopsis acipenseris паразитує виключно на стерляді, а сисун Anchylodiscus siluri тільки у сома). Цей тип спеціалізації також характерний для багатьох рівноногих раків, а також кровосисних паразитів — кліщів, блох.
Серед хребетних спостерігається у деяких фітофагів, наприклад пальмовий гриф (Gypohierax angolensis) живиться плодами тільки масляної пальми (Elaeis guineensis), багато видів колібрі живляться нектаром квітів тільки певних видів рослин. Велика панда живиться виключно молодими пагонами декількох видів бамбука.